# آنا تشيرنوفا
آنا تشيرنوفا (بالروسية: Чернова, Анна Андреевна)‏ هي متزلجة روسية، ولدت في 7 سبتمبر 1992 في كالوغا في روسيا.

## وصلات خارجية
- آنا تشيرنوفا على موقع SpeedSkatingBase.eu (الإنجليزية)
- آنا تشيرنوفا على موقع SpeedSkatingNews.info (الإنجليزية)
- آنا تشيرنوفا على موقع SpeedSkatingStats.com (الإنجليزية)
- آنا تشيرنوفا على موقع اللجنة الأولمبية الدولية (الإنجليزية)
- آنا تشيرنوفا على موقع أوليمبيديا (الإنجليزية)